# Xã Aplin, Quận Perry, Arkansas
Xã Aplin (tiếng Anh: Aplin Township) là một xã thuộc quận Perry, tiểu bang Arkansas, Hoa Kỳ. Năm 2010, dân số của xã này là 231 người.